# Tenrecins
Els tenrecins (Tenrecinae) són una subfamília de tenrecs que conté quatre gèneres: els tenrecs espinosos petits (Echinops), els tenrecs ratllats (Hemicentetes), els tenrecs espinosos grossos (Setifer) i els tenrecs comuns (Tenrec).